# Reino Lehväslaiho
Reino Veikko Lehväslaiho, né le 13 avril 1922 à Akaa et mort le 27 mars 2019, est un tankiste finlandais.
Il a participé à la guerre d'Hiver, la guerre de Continuation et la guerre de Laponie. Il est crédité de la destruction d'au moins sept chars de combat ennemis.
Il apparaît dans le film Tali-Ihantala 1944 (2007) où son rôle est joué par l'acteur Marc Gassot.